# 노스 해협

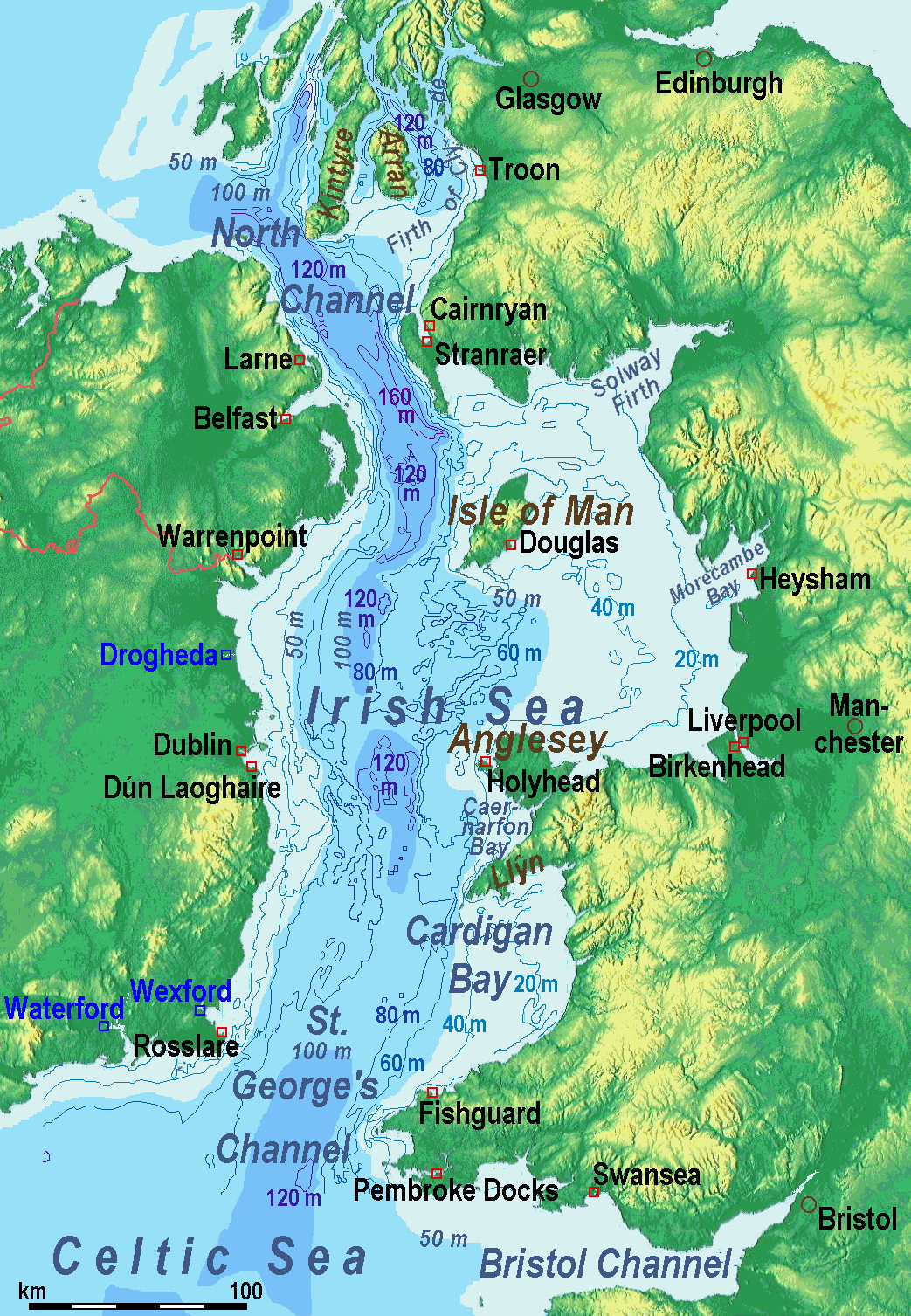
아일랜드해의 지도. 북쪽이 노스 해협, 남쪽이 세인트조지 해협이다.

노스 해협(-海峽; North Channel)은 북아일랜드 동부와 스코틀랜드 남서부 사이에 놓인 해협이다. 그레이트브리튼섬과 아일랜드섬 사이의 가장 가까운 곳으로 아일랜드해와 대서양을 연결한다. 가장 좁은 곳은 모이얼 해협으로 양안의 거리는 20km에 불과하다.

## 같이 보기
- 모이얼 해협
- 세인트조지 해협
- 아일랜드해